# Anna Sidorova (Leichtathletin)
Anna Sidorova (russisch Анна Сидорова, Anna Sidorowa; * 9. September 1984) ist eine ehemalige usbekische Mittelstreckenläuferin, die sich auf die 800-Meter-Distanz spezialisiert hat.

## Sportliche Laufbahn
Erste Erfahrungen bei internationalen Meisterschaften sammelte Anna Sidorova im Jahr 2001, als sie bei den Jugendweltmeisterschaften in Debrecen mit 2:14,07 min in der ersten Runde ausschied. Bei den Crosslauf-Weltmeisterschaften 2002 in Dublin erreichte sie nach 25:39 min Rang 102 in der U20-Wertung. Im Jahr darauf wurde sie bei den Crosslauf-Weltmeisterschaften 2003 in Lausanne nach 17:11 min 97 im Kurzrennen. 2007 nahm sie an den Militärweltspielen in Hyderabad teil und gewann dort in 2:04,70 min die Silbermedaille hinter der Slowenin Brigita Langerholc. 2011 erreichte sie bei den Asienmeisterschaften in Kōbe in 2:04,75 min Rang sieben. 2014 bestritt sie in Taschkent ihren letzten Wettkampf und beendete damit im Alter von 29 Jahren ihre Karriere als Leichtathletin.

## Persönliche Bestzeiten
- 800 Meter: 2:02,22 min, 8. Mai 2012 in Bangkok
  - 800 Meter (Halle): 2:12,05 min, 18. Februar 2005 in Moskau